# 索菲亞中央陸軍足球俱樂部
索菲亞中央陸軍足球俱樂部 （PFC CSKA Sofia）是保加利亞的一家足球俱樂部，主場設在索菲亞的保加利亞軍隊球場。索菲亞中央陸軍成立於1948年5月5日。迄今為止，他們已經贏得過多達 31 次聯賽冠軍。索菲亞中央陸軍同索菲亞列夫斯基之間的德比戰被稱為「索菲亞德比」。

## 榮譽
保加利亞足球甲級聯賽
- 冠軍（31 次）：1948, 1951, 1952, 1954, 1955, 1956, 1957, 1958, 1959, 1960, 1961, 1962, 1966, 1969, 1971, 1972, 1973, 1975, 1976, 1980, 1981, 1982, 1983, 1987, 1989, 1990, 1992, 1997, 2003, 2005, 2008；

保加利亞盃
- 冠軍（21 次）：1951, 1954, 1955, 1961, 1965, 1969, 1972, 1973, 1974, 1981, 1983, 1985, 1987, 1988, 1989, 1993, 1997, 1999, 2006, 2016, 2021；

## 外部連結
- （保加利亚文） （英文） 索菲亞中央陸軍官網
- （英文） 歐洲足協簡介 （页面存档备份，存于）
- （英文） Current Season